# Сонду Мирю (река)
Сонду Мирю (Sondu Miriu) е река, извираща от западните склонове на планината Мау и протичаща през Западна Кения. Тя е един от шестте най-големи притока на езерото Виктория с водосборен басейн от 3470 km². Минава през тесен пролом, просичайки склоновете Някач, продължава чрез серия меандри, спуска се от 20 m височина по водопада Одино, достига до крайбрежните заливни терени край езерото и се влива в залива Уинам, в източната част на езерото Виктория.
Водите на реката се ползват от местното население за напояване, водоснабдяване и риболов. В нея се срещат над 28 вида риби. В долното течение на реката преобладаващият улов е от нилски костур, а по горното, над водопада Одино – от цихлиди от видовете Labeo victorianus, Schilbe mystus и Bahus altianalis. В залива при устието на реката се лови главно нилска тилапия. Поради прекомерния риболов, лошото управление и влошаване на средата на обитаване риболовът е спаднал от 668 тона/г. през 1959 г. на 108 тона/г. през 1992 г. През дъждовния сезон реката периодично излиза от коритото си и залива околните територии. През месец май 2010 г., след продължителни валежи над връх Елгон и хълмовете Черангани, 1000 души загубват домовете си при поредното наводнение, причинено от Сонду Мирю, а част от селскостопанската продукция и тоалетни в дворовете са пометени и отнесени в езерото Виктория.
През 1999 г. по долното течение на реката се планира изграждането на язовир с капацитет 1,1 милиона m³. От него чрез тунел с дължина 6,2 km водата се отвежда до турбините на новопостроената водноелектрическа централа. Тази вода се връща в реката на 13 km надолу по течението ѝ. Капацитетът на съоръжението е 60 MW и захранва с електрически ток град Кисуму. Изградени са нови пътища, мостове, къмпинги. Проектирането и строителството са финансирани от Японската банка за международно сътрудничество. Изграждането стартира през 2001 г. и цялото съоръжение е открито през януари 2011 г. Поради продължителната суша през последните години, както и унищожаването на горите по склоновете на Мау, нивото на водата в реката е доста намаляло и това затруднява работата на централата.